# Detlef von Gadebusch
Detlef von Gadebusch (* vor 1219; † nach 1244; auch Dethlev oder Thethlev) Herr von Lositz (Loitz) war ein Ritter in mecklenburgischen Diensten.

## Leben
Die frühesten Erwähnungen Detlefs von Gadebusch als Gefolgsmann Heinrich Borwins I. von Mecklenburg stammen aus dem Jahr 1219. In fast allen urkundlichen Nennungen stand er an erster Stelle vor den übrigen Gefolgsleuten und war der einzige Ritter, der mit „Herr“ (dominus) bezeichnet wurde. Als Grund dieser herausragenden Stellung wird allgemein eine verwandtschaftliche Beziehung zum mecklenburgischen Fürstenhaus sowie zu Nebenlinien der rügischen Fürstenfamilie angenommen. Hierzu mangelt es aber an Belegen. Das Gleiche gilt auch für die Teilnahme am Estlandfeldzug 1218/19 des dänischen Königs Waldemar II. gemeinsam mit seinem Lehnsherren. Nach dessen Tod 1227 hatte er neben anderen Adligen des Landes die Vormundschaft über die vier Enkel Heinrich Borwin I. und trat das Amt eines Burggrafen (Castellan) von Gadebusch an. Um 1230 gehörten ihm die Güter Vitense, Rosenow, Alt Pokrent, Wokenstedt und Kossebade.
An dem Bündnis des Bischofs Brunward von Schwerin mit den mecklenburgischen Fürsten zum Schutz gegen die Übergriffe des Bischofs von Cammin und der Herzöge von Pommern von 1235 beteiligte sich auch Detlef von Gadebusch. Er besetzte das Land Loitz, zwischen Peene, Trebel und Ryck gelegen. Ähnlich wie die benachbarten Grafen von Gützkow versuchte er im Grenzgebiet zwischen Pommern, Rügen und Mecklenburg eine eigene Landesherrschaft aufzubauen. 1242 verlieh er dem Hauptort Loitz das lübische Stadtrecht und schenkte der Stadt unter anderem die Dörfer Zarnekla und Drosedow, von denen ersteres bis 1652 im Besitz der Stadt verblieb. Die Adlerflügel im Loitzer Stadtwappen gehen auf das Wappen Detlefs zurück. 1244 war er Zeuge einer Schenkung an das Kloster Broda.

## Nachkommen
Es sind die Namen folgender Söhne Detlefs von Gadebusch überliefert:
1. Werner von Loitz (1248–1271 urkundlich erwähnt)
2. Heinrich von Loitz († nach 1269)

Diese gerieten in Streitigkeiten mit dem Kloster Eldena um die Dörfer Griebenow, Subzow und Pansow, die vom Pommernherzog zu Gunsten des Klosters beendet wurden. Mit dem Tod der Söhne ging das Land Loitz zunächst an Herzog Barnim I. von Pommern und Ende des 13. Jahrhunderts an das Fürstentum Rügen, mit dem es ab 1325 an das Teilherzogtum Pommern-Wolgast kam.